# Ugra
Ugra (rusky Угра) je řeka ve Smolenské a v Kalužské oblasti v Rusku. Je dlouhá 399 km. Plocha povodí měří 15 700 km².

## Průběh toku
Pramení na Smolenské vysočině. Ústí zleva do Oky (povodí Volhy).

## Vodní režim
Zdrojem vody jsou převážně sněhové srážky. Průměrný roční průtok vody ve vzdálenosti 35 km od ústí činí přibližně 90 m³/s. Zamrzá v listopadu až na začátku ledna a rozmrzá na konci března až v dubnu. Nejvyšších vodních stavů dosahuje od konce března do května.

## Využití
Na řece leží město Juchnov. Řeka je splavná pro vodáky a využívaná pro vodní turistiku.